# St.-Otto-Kirche (Berlin-Zehlendorf)

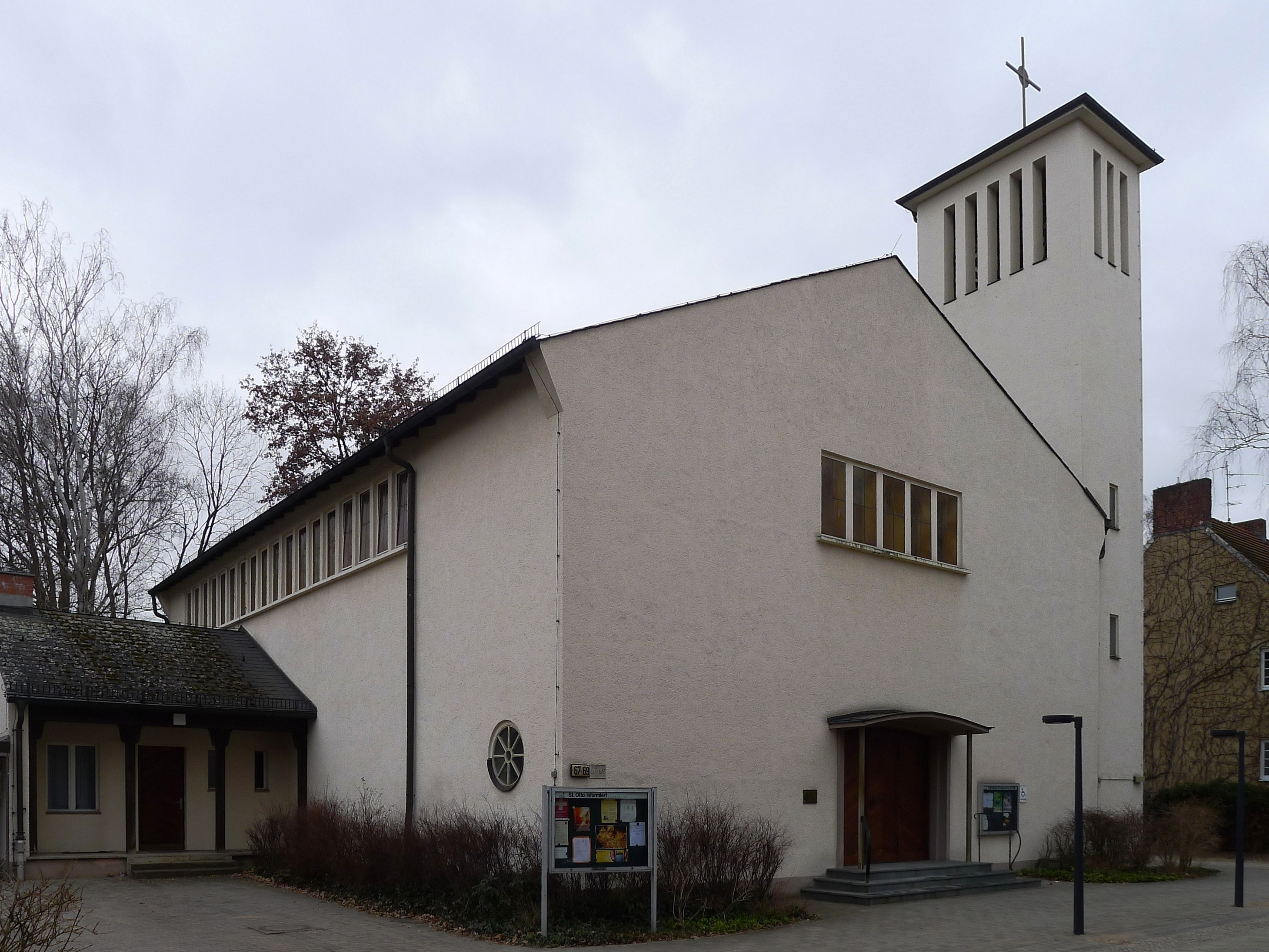
St. Otto

Die römisch-katholische St.-Otto-Kirche im Berliner Ortsteil Zehlendorf des Bezirks Steglitz-Zehlendorf wurde 1954–1955 gebaut. Die Entwürfe lieferte Karl Josef Erbs, der an den Baustil der Heimatschutzarchitektur der 1930er Jahre anknüpfte. Das Kirchengebäude steht unter Denkmalschutz.

## Geschichte
Erste Pläne, ihren Mitgliedern südlich der Wannseebahn ein eigenes Gotteshaus zu errichten, gab es in der Gemeinde Herz-Jesu bereits vor dem Ersten Weltkrieg. Aber erst 1929 wurde hierzu durch den Gesamtverband der Katholischen Kirchengemeinden von Berlin ein Acker in der Gemarkung Schönow erworben. Zunächst blieb das Grundstück, Adresse in der Heimat 67/69, unbenutzt, da an einen Kirchenbau in den Jahren der Weltwirtschaftskrise nicht zu denken war. Auch in der Zeit des Nationalsozialismus änderte sich diese Situation nicht, vielmehr bestand die Gefahr einer Beschlagnahme des Grundstücks. Um dies zu verhindern, konnten Kleingärtner, die eine besondere staatliche Förderung genossen, Flächen pachten. Nach Ende des Zweiten Weltkriegs begann beiderseits des Teltower Damms Richtung Schönow eine  Bebauung vornehmlich für Aussiedler und Spätaussiedler. Da viele der Zugezogenen katholisch waren, wurde ein Kirchenneubau immer dringlicher. Am 18. Juni 1954 erfolgte die Grundsteinlegung der Kirche, am 24. April 1955 wurde sie konsekriert. Die Baukosten für die Kirche mit 250 Plätzen betrugen 207.000 Mark (kaufkraftbereinigt in heutiger Währung: rund 632.000 Euro). Im Berliner Raum ist es die einzige Kirche, deren Patrozinium an Otto von Bamberg erinnert, den zweiten Schutzpatron des Bistums. Am 1. Juli 1955 wurde die Kuratie St. Otto mit ständigem Seelsorger errichtet, am 1. April 1959 wurde sie zur Pfarrei erhoben. Bei Renovierungsarbeiten des Kirchengebäudes im Jahr 1989 wurde der Altarraum mit umgestaltet.
Im Rahmen der Reorganisation des Erzbistums Berlin fusionierte die Gemeinde St. Otto zum 1. November 2005 mit der ehemaligen Muttergemeinde. Seither verfügt die fusionierte Pfarrei Herz Jesu über zwei Gotteshäuser.

## Beschreibung

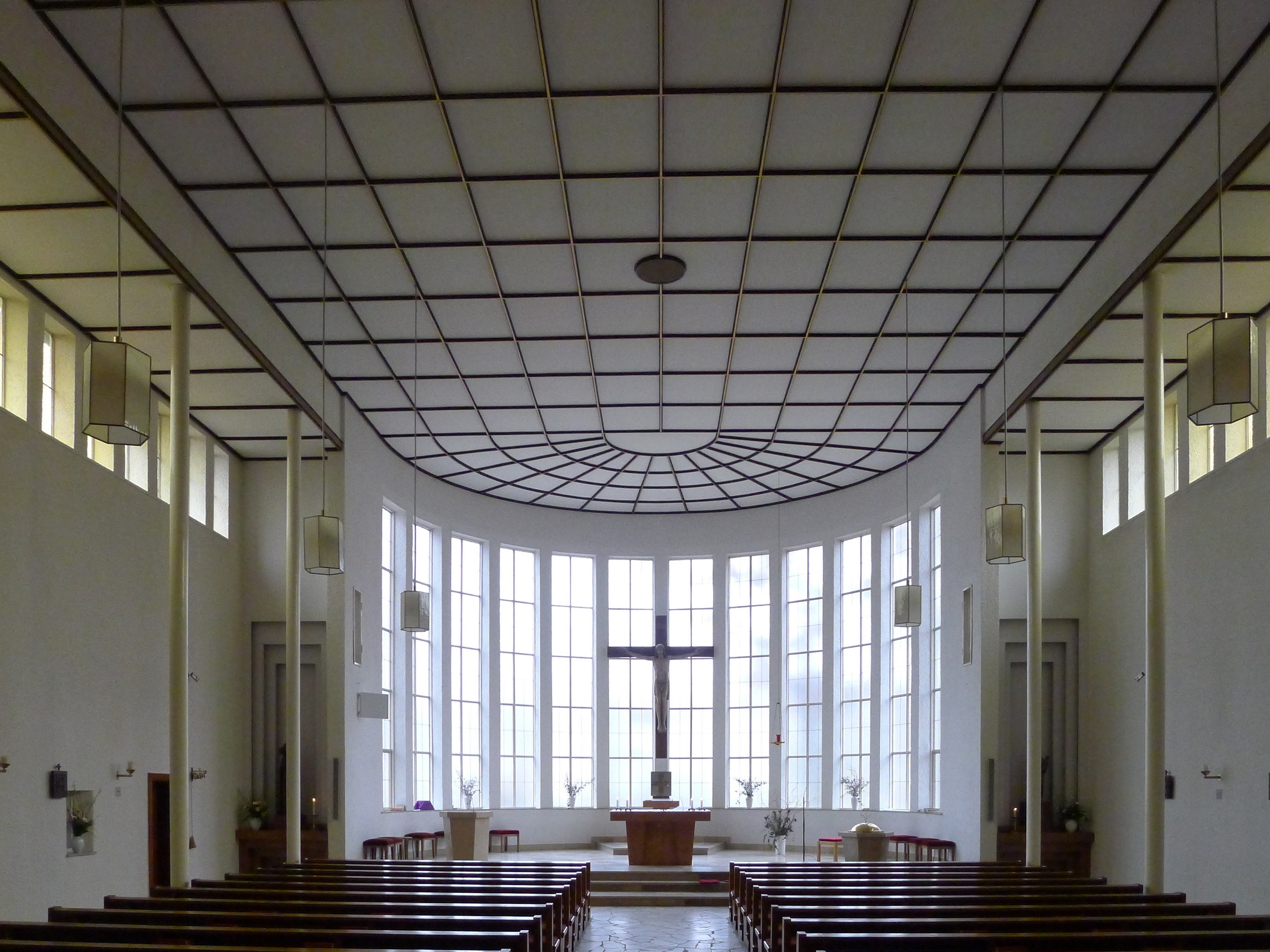
Kirchenraum, Blick zur Altarseite

Das Gebäude ist ein grau verputzter Mauerwerksbau auf rechteckigem Grundriss von 28 Metern Länge und 17 Metern Breite mit seitlich angeordnetem querrechteckigem Glockenturm und halbrunder Apsis. Dem traditionellen Baustil entspricht die kompakte Gestaltung der Eingangs- und der Seitenwände. Die durchscheinende Fensterwand hinter dem Altar, die die Augen der Gläubigen irritiert, ebenso wie die schlanken Stützen aus Stahl und die Art des steinernen Bodenbelags im Innenraum zeigen die Entstehungszeit in den 1950er Jahren. In St. Otto verbinden sich Tradition und Moderne zu einem modernen Traditionalismus.

### Bauwerk
Das Langhaus der mit einem Satteldach bedeckten Hallenkirche besteht aus einem breiten Mittelschiff und gangbreiten Seitenschiffen, die durch je fünf schlanke, runde Stahlstützen voneinander abgegrenzt sind. Seitlich des Kirchenschiffs befindet sich ein Anbau für die Sakristei. Das Mittelschiff endet in einer eingezogenen, halbkreisförmigen Apsis. Die Wand der Apsis ist ein Stück in das Langhaus vorgezogen, sodass in den Seitengängen abgerundete Gebetsnischen entstehen. Knapp unterhalb der Dachtraufe des Kirchenschiffs sind auf beiden Seiten je 18 rechteckige einzelne Fenster angeordnet. Die Wand der Apsis besteht fast gänzlich aus raumhohen Fenstern.
Unter den stählernen Dachbindern hängt eine Kassettendecke aus Akustikplatten. Die Flachdecke liegt über dem breiten Hauptschiff und der Apsis als Reminiszenz an den Bautyp einer Basilika um eine Stufe höher als über den seitlichen Gängen.

### Geläut
Der Kirchturm trägt ein flaches Zeltdach und in ihm befindet sich das Geläut aus vier Bronzeglocken aus der Glockengießerei Rudolf Perner. Ihre Weihe fand im Mai 1958 statt. 
| Name der Glocke               | Schlagton | Gewicht (kg) | Durchmesser (cm) | Höhe (cm) | Inschrift                                                                                            |
| ----------------------------- | --------- | ------------ | ---------------- | --------- | --- |
| St. Otto                      | f′        | 794          | 113              | 86        | PRO FIDELIUM TUORUM COE TU PIUS IN INTECESSOR SANCTE OTTO, PATRONE ECCLESIA NOSTRAE.                 |
| Mariae Unbefleckte Empfängnis | b″        | 385          | 091              | 67        | BERLIN – ST. OTTO MAGNIFICAT ANIMA MEA DOMINUM.                                                      |
| St. Petrus                    | c″        | 252          | 077              | 57        | SANCTE PETRE PASTOR OFINUM. PRINCEPS APOSTORUM, ORA PRO NOBIS.                                       |
| St. Hedwig                    | d″        | 158          | 068              | 50        | SANCTE HEDWIGI SANCTA INCLYTA. IN COELESTI CURIA CORONATA NOS POST EXILIUM FAC HABERE COELI GAUDIUM. |

### Ausstattung
In den Altar von St. Otto wurden bei der Kirchenweihe Reliquien der Heiligen Gaudentius von Gnesen und Prospera eingemauert. Zum Patronatsfest am 5. Juli 1958 erfolgte die Weihe der von Rudolf Hetzel geschnitzten Statue des Heiligen Otto, die ihren Platz in der linken Gebetsnische erhielt. Im Hauptschiff sind 14 Bronzeplatten auf Holz zu sehen, die Hans Schrott-Fichtl anfertigte. Sie stellen die vierzehn Kreuzwegstation dar und kamen im November 1962 in die Kirche. Das Kruzifix über dem Altar ist um 1980 in Südtirol entstanden. Erwähnenswert ist eine original russische Ikone im Kirchenraum.
Die Orgel mit 15 Registern wurde bei der Johannes Klais Orgelbau hergestellt. Sie wurde im Januar 1968 aufgebaut und intoniert. Am 18. Februar erfolgte die Weihe des Instruments.